# Franco Piersanti
Franco Piersanti (Roma, 12 gennaio 1950) è un compositore e direttore d'orchestra italiano.

## Biografia
Tra produzioni televisive (Il commissario Montalbano) e cinematografiche, Piersanti ha realizzato più di cento colonne sonore, dal 1976 fino ad oggi.
Musica per il cinema e per la televisione, per teatro e balletto, composizioni orchestrali e cameristiche, sin dal principio della sua carriera di compositore, Piersanti ha diversificato le sue attività adattando uno stile riservato e complesso alle più diverse richieste di altre espressioni artistiche.
Nato a Roma nel 1950, si diploma in contrabbasso presso il Conservatorio di Santa Cecilia, dove studia composizione sotto la guida di Armando Renzi e direzione d'orchestra con Franco Ferrara e Piero Bellugi, suona il contrabbasso nell'Orchestra Sinfonica della RAI e inizia a prendere parte, sempre come strumentista, alle sessioni di registrazione di alcuni lavori musicali per il cinema.
Durante gli studi conosce il compositore milanese Nino Rota, del quale diviene assistente dal 1975 al 1977 e che lo sostiene nel suo esordio come musicista per il cinema. Risale infatti a quel periodo l'incontro con Nanni Moretti, che gli propone di comporre le musiche per il suo primo lungometraggio Io sono un autarchico; è il 1976 e questa esperienza, oltre ad aprire un sodalizio duraturo, rappresenta anche una rottura degli schemi produttivi consolidati in ambito musicale e nel cinema di fine anni settanta.
Subito dopo Piersanti realizza il suo primo lavoro per la televisione, Rotta su Ofira di Tommaso Dazzi. L'attività di compositore per la TV si intensifica sempre più, facendosi parte consistente della sua produzione musicale e raggiungendo gli alti livelli qualitativi del sodalizio con Alberto Sironi, che ha inizio con la partitura per il film TV Notte di luna 1988 e che tuttora prosegue con la fortunata serie TV Il commissario Montalbano, diciotto film tv tratti dai romanzi di Andrea Camilleri.
Da ricordare le numerose collaborazioni con Enzo Muzii (sei film TV) e quelle più recenti con Maurizio Zaccaro, per alcune importanti produzioni televisive tra cui Cuore e I ragazzi della via Pàl.
L'attività di compositore per il cinema è però quella che maggiormente impegna Piersanti, che nel corso della sua carriera realizza un centinaio di colonne sonore; con il film Colpire al cuore (1982) si apre un'altra collaborazione importante, quella con Gianni Amelio, che mette in ulteriore evidenza la sua tendenza al rigore e un'espressività tendente al riserbo.
Per il regista calabrese, Piersanti realizzerà un lavoro musicale per la TV (I velieri, 1983) e dieci partiture per il cinema tra cui: Il ladro di bambini, 1992 (David di Donatello, Ciak d'oro, Platea d'oro); Lamerica, 1994 (David di Donatello); Così ridevano, 1998 (Grolla d'Oro).
Alle collaborazioni con Amelio e Moretti, per il quale realizza uno dei suoi lavori musicali più riusciti, quello per Bianca (1984), si affiancano i contributi per opere di altri importanti cineasti. Oltre ad alcune episodiche ed originali applicazioni al cinema di genere, come per l'horror Il nido del ragno di Gianfranco Giagni (1988), vanno segnalate le partiture per Carlo Lizzani (Mamma Ebe, 1986; Emma, 1988); Gianni Serra (Una lepre con la faccia di bambina, 1989); Margarethe von Trotta (Paura e amore, 1988); Mimmo Calopresti (quattro film tra il 1995 e il 2002); Roberto Faenza (Marianna Ucrìa, 1998, Grolla d'Oro).
Nel 1993 Ermanno Olmi gli affida l'incarico di comporre le musiche per il suo film Il segreto del bosco vecchio; la partitura è tra le più coinvolgenti ed impegnative realizzate dal compositore, anche per l'inserimento di parti per coro che vedono una suggestiva mescolanza di fonemi e testi in latino.
Interessante l'incursione nel mondo dell'animazione per il film di Pascal Morelli Corte Sconta detta Arcana (2001), tratto dall'omonimo episodio di Corto Maltese disegnato da Hugo Pratt.
Nel 2006 si riallaccia la collaborazione con Nanni Moretti per Il caimano, che procura a Piersanti il terzo David di Donatello, il Ciak d'oro e il premio Ucmf (Associazione francese dei compositori di colonne sonore) consegnato a Cannes.
Parallelamente all'attività come musicista per il cinema e per la televisione, Piersanti si dedica alla realizzazione di lavori musicali per circa quaranta opere teatrali a partire dal 1975. Tra queste si ricordano: il balletto Sueno, ispirato da Francisco Goya per la Martha Graham Dance Company di New York (2005); Kaos da Pirandello per Martha Clarke, New York (2006); i numerosi lavori per gli allestimenti teatrali di Egisto Marcucci (La donna serpente di Carlo Gozzi, Re Niccolò di Frank Wedekind, Acarnesi di Aristofane), per Luigi Squarzina e Carlo Cecchi (Amleto, Sogno di una notte di mezza estate, La tempesta di Shakespeare, Leonce e Lena di Büchner).
Molte le composizioni orchestrali e da camera: tra queste Ruah, cantata sugli effetti del vento sul mare e la terra, per soli e orchestra; Notte con ospiti, moritat in versi e musica da Peter Weiss; Last Blues to be read some day, ciclo di liriche per soprano, coro e 8 strumenti su testi di Cesare Pavese, Eugenio Montale, Aldo Palazzeschi, Alfonso Gatto; la produzione cameristica e orchestrale comprende anche quartetti per archi e pezzi fantastici per orchestra.
L'attività di Franco Piersanti si è estesa anche alla didattica, con corsi di tecnica di composizione tenuti con il prof. Sergio Miceli a Canosa di Puglia, presso la Scuola civica di Musica di Milano, la Scuola di musica di Fiesole e di Pordenone.
Vince nel 2008 il Premio "Nino Rota" Sezione CineMusic nell'ambito del Ravello Festival.

## Filmografia

### Cinema
- Io sono un autarchico, regia di Nanni Moretti (1976)
- Ecce bombo, regia di Nanni Moretti (1978)
- Sogni d'oro, regia di Nanni Moretti (1981)
- Colpire al cuore, regia di Gianni Amelio (1982)
- Due gocce d'acqua salata, regia di Luigi Russo e Enzo Doria (1982)
- Bianca, regia di Nanni Moretti (1984)
- Yellow Hair and the Fortress of Gold, regia di Matt Cimber (1984)
- Mamma Ebe, regia di Carlo Lizzani (1984)
- La donna del traghetto, regia di Amedeo Fago (1986)
- Il sapore del grano, regia di Gianni Da Campo (1986)
- Una casa in bilico, regia di Antonietta De Lillo e Giorgio Magliulo (1986)
- Profumo, regia di Giuliana Gamba (1987)
- Paura e amore, regia di Margarethe von Trotta (1988)
- Il nido del ragno, regia di Gianfranco Giagni (1988)
- Bankomatt, regia di Villi Hermann (1988)
- La donna della luna, regia di Vito Zagarrio (1989)
- Porte aperte, regia di Gianni Amelio (1990)
- Matilda, regia di Antonietta De Lillo e Giorgio Magliulo (1990)
- Il colore dei suoi occhi, regia di Antonio Tibaldi (1991)
- Il ladro di bambini, regia di Gianni Amelio (1992)
- Desencuentros, regia di Leandro Manfrini (1992)
- Il segreto del bosco vecchio, regia di Ermanno Olmi (1993)
- Mille bolle blu, regia di Leone Pompucci (1993)
- Tempo di amare (Vrijeme za...), regia di Oja Kodar (1993)
- Il giudice ragazzino, regia di Alessandro Di Robilant (1994)
- Lamerica, regia di Gianni Amelio (1994)
- Il branco, regia di Marco Risi (1994)
- Without Evidence, regia di Gill Dennis (1995)
- La seconda volta, regia di Mimmo Calopresti (1995)
- Testimone a rischio, regia di Pasquale Pozzessere (1997)
- Marianna Ucrìa, regia di Roberto Faenza (1997)
- Il figlio di Bakunìn, regia di Gianfranco Cabiddu (1997)
- La parola amore esiste, regia di Mimmo Calopresti (1998)
- Così ridevano, regia di Gianni Amelio (1998)
- Mare largo, regia di Ferdinando Vicentini Orgnani (1998)
- Preferisco il rumore del mare, regia di Mimmo Calopresti (2000)
- Rosa e Cornelia, regia di Giorgio Treves (2000)
- Il più bel giorno della mia vita, regia di Cristina Comencini (2002)
- Corto Maltese: Corte sconta detta arcana (Corto Maltese: La cour secrète des Arcanes), regia di Pascal Morelli (2002)
- La felicità non costa niente, regia di Mimmo Calopresti (2003)
- L'amore ritrovato, regia di Carlo Mazzacurati (2004)
- Le chiavi di casa, regia di Gianni Amelio (2004)
- Face Addict, regia di Edo Bertoglio – documentario (2005)
- La bestia nel cuore, regia di Cristina Comencini (2005)
- Il caimano, regia di Nanni Moretti (2006)
- La stella che non c'è, regia di Gianni Amelio (2006)
- Mio fratello è figlio unico, regia di Daniele Luchetti (2007)
- Tutta la vita davanti, regia di Paolo Virzì (2008)
- Sanguepazzo, regia di Marco Tullio Giordana (2008)
- Il prossimo tuo, regia di Anne Riitta Ciccone (2008)
- Farfallina, regia di Karin Proia – cortometraggio (2008)
- Fortapàsc, regia di Marco Risi (2009)
- La fisica dell'acqua, regia di Felice Farina (2009)
- La nostra vita, regia di Daniele Luchetti (2010)
- Habemus Papam, regia di Nanni Moretti (2011)
- Terraferma, regia di Emanuele Crialese (2011)
- Il primo uomo, regia di Gianni Amelio (2011)
- Io e te, regia di Bernardo Bertolucci (2012)
- Romanzo di una strage, regia di Marco Tullio Giordana (2012)
- Come Tex nessuno mai, regia di Giancarlo Soldi e Francesca Tomassini -  documentario (2012)
- Meglio se stai zitta, regia di Elena Bouryka – cortometraggio (2013)
- Anni felici, regia di Daniele Luchetti (2013)
- L'intrepido, regia di Gianni Amelio (2013)
- Cha cha cha, regia di Marco Risi (2013)
- L'età dell'oro, regia di Emanuela Piovano (2015)
- La stoffa dei sogni, regia di Gianfranco Cabiddu (2016)
- La tenerezza, regia di Gianni Amelio (2017)
- Momenti di trascurabile felicità, regia di Daniele Luchetti (2019)
- Tre piani, regia di Nanni Moretti (2021)
- Siccità, regia di Paolo Virzì (2022)
- Il sol dell'avvenire, regia di Nanni Moretti (2023)
- Campo di battaglia, regia di Gianni Amelio (2024)

### Televisione
- Fosca, regia di Enzo Muzii – film TV (1981)
- Progetti di allegria – miniserie TV (1982)
- Dieci registi italiani, dieci racconti italiani – serie TV episodio 1x08 (1983)
- La singolare avventura di Francesco Maria, regia di Enzo Muzii – film TV (1983)
- Fuori scena, regia di Enzo Muzii – film TV (1986)
- Chéri, regia di Enzo Muzii – film TV (1988)
- Quattro storie di donne, regia di Carlo Lizzani – miniserie TV (1988) – Emma
- Due madri, regia di Tonino Valerii – film TV (1988)
- Una lepre con la faccia di bambina, regia di Gianni Serra – miniserie TV (1989)
- Cuore di mamma, regia di Gioia Benelli – film TV (1989)
- Senza scampo, regia di Paolo Poeti – film TV (1990)
- La signora Morlì, una e due, regia di Gianni Serra – film TV (1991)
- Il commissario Corso – serie TV, episodi “Il cuore della notte”, “Piccoli angeli”, “Stelle cadenti” (1991)
- Una prova di innocenza, regia di Tonino Valerii – miniserie TV (1991)
- La signora Morlì uno e due, regia di Gianni Serra – film TV (1991)
- Michele alla guerra, regia di Franco Rossi – film TV  (1994)
- Il grande Fausto, regia di Alberto Sironi – film TV (1995)
- Correre contro, regia di Antonio Tibaldi – film TV (1996)
- Donna, regia di Gianfranco Giagni – miniserie TV (1996)
- Vite blindate regia di Alessandro Di Robilant – film TV (1998)
- La vita che verrà, regia di Pasquale Pozzessere – serie TV (1998)
- Una sola debole voce, regia di Alberto Sironi – film TV (1999)
- Cuore, regia di Maurizio Zaccaro – miniserie TV (2003)
- Corto Maltese - Les celtiques, regia di Richard Danto e Liam Saury – film TV (2003)
- Corto Maltese - La ballade de la mer salée, regia di Richard Danto e Liam Saury (2003)
- Corto Maltese: La maison dorée de Samarkand, regia di Richard Danto e Liam Saury (2004)
- I ragazzi della via Pál, regia di Maurizio Zaccaro – miniserie TV (2003)
- La fuga degli innocenti, regia di Leone Pompucci – film TV (2004)
- Eroi per caso, regia di Alberto Sironi – film TV (2011)
- Des soucis et des hommes – serie TV, 8 episodi (2012)
- Il commissario Montalbano– serie TV, 38 episodi (1999-2021)

## Teatro

### Musiche
- La donna serpente di C.Gozzi, regia di Egisto Marcucci. Teatro Stabile di Genova (1979)
- Turcaret di A. Lesage, regia di E. Marcucci. Teatro Stabile di Genova (1980)

## Riconoscimenti
David di Donatello 
- 1992 - Miglior musicista per Il ladro di bambini
- 1995 - Miglior musicista per Lamerica
- 1998 - Nomination miglior musicista per La parola amore esiste
- 2005 - Nomination miglior musicista per Le chiavi di casa
- 2006 - Miglior musicista per Il caimano
- 2007 - Nomination miglior musicista per Mio fratello è figlio unico
- 2012 - Nomination miglior musicista per Habemus Papam
- 2017 - Nomination miglior musicista per La stoffa dei sogni
- 2018 - Nomination miglior musicista per La tenerezza

 Nastro d'argento 
- 1993 - Nomination migliore colonna sonora per Il ladro di bambini
- 1995 - Nomination migliore colonna sonora per Lamerica
- 1999 - Nomination migliore colonna sonora per Così ridevano
- 2010 - Nomination migliore colonna sonora per La nostra vita
- 2012 - Migliore colonna sonora per Terraferma e Il primo uomo
- 2013 - Nastro d'argento dell'anno per Io e te condiviso con Bernardo Bertolucci, Umberto Contarello, Francesca Marciano, Niccolò Ammaniti, Jacopo Quadri e Fabio Cianchetti
- 2014 - Nomination migliore colonna sonora per L'intrepido

 Ciak d'oro 
- 1993 - Migliore colonna sonora per Il ladro di bambini[1]
- 2006 - Migliore colonna sonora per Il caimano[2]
- 2009 - Migliore colonna sonora per Fortapàsc[3]
- 2011 - Migliore colonna sonora per Habemus Papam[4]
- 2012 - Migliore colonna sonora per Il primo uomo, Romanzo di una strage e Terraferma[4]
- 2014 - Nomination migliore colonna sonora per Anni felici

 Globo d'oro 
- 2002 - Nomination miglior musicista per Il più bel giorno della mia vita
- 2007 - Nomination miglior musicista per Mio fratello è figlio unico
- 2008 - Nomination miglior musicista per Tutta la vita davanti
- 2013 - Miglior musicista per Io e te
- 2014 - Nomination miglior musicista per Anni felici

 Festival internazionale del film di Taormina 
- 2005 - Premio Ennio Morricone per il miglior compositore delle musiche per Le chiavi di casa
- 2006 - Premio Ennio Morricone per il miglior compositore delle musiche per Il caimano e La bestia nel cuore
- 2008 - Premio Kinéo per la miglior musica per Mio fratello è figlio unico

 Festival di Cannes 
- 2007 - Miglior colonna sonora per Il caimano

 Australian Film Institute 
- 1993 - Nomination miglior colonna sonora per Il colore dei suoi occhi

 Premio "Nino Rota" 
- 2008 - Premio Nino Rota - Ravello Festival
- 2011 - Premio miglior Colonna Sonora - RdC Awards[5]

 Federazione Italiana Cinema d'Essai 
- 2014 - Premio alla carriera

 Festival del Cinema Città di Spello 
- 2019 - Premio Carlo Savina

 Premio Internazionale Alessandro Cicognini 
- 2021

 Mostra internazionale d'arte cinematografica di Venezia 
- 2022 - Soundtrack Stars Award miglior colonna sonora per Siccità